# 1890년 영국 최후통첩

최후통첩 이전 포르투갈이 주장한 영역인 장미색 지도의 모습

1890년 영국 최후통첩(영어: 1890 British Ultimatum, 포르투갈어: Ultimato britânico de 1890)은 1890년 1월 11일 대영제국 정부가 포르투갈 왕국에 제시한 최후통첩이다. 포르투갈은 식민지였던 모잠비크와 앙골라 사이의 거대한 영토, 즉 현대의 짐바브웨, 잠비아 대부분, 말라위 대부분 지역을 차지하러 시도했는데 이 영역을 포르투갈의 "장미색 지도"라고 불렀다. 포르투갈은 당시 포르투갈인의 탐험을 근거로 영유권을 주장했으나 영국은 우티 포시데티스(Uti possidetis)를 근거로 최후통첩을 보내 포르투갈군이 영유권 주장지에서 철수했다.
영국 정부의 최후통첩에는 포르투갈의 영유권이 아프리카의 남부와 북부 식민지를 잇는 케이프 카이로 철도를 건설한다는 영국의 이익과 충돌했기 때문이라는 주장도 있다. 하지만 1890년대 들어 독일이 현 탄자니아 지역을 독일령 동아프리카로 식민화한 상태였고 수단 지역은 무함마드 아마드가 통치하는 독립국이 있어 철도 건설 가능성은 매우 희박했다. 오히러 영국 정부는 잠베지강 남부에 영국 남아프리카 회사를 설립한 세실 로즈와 아프리카 호수 회사, 영국 선교사들의 압력을 받아 최후통첩이라는 조치를 취했다.

## 배경

1913년 기준 아프리카의 분할 상황도.
영국 식민지
포르투갈 식민지

19세기 초 포르투갈의 적도 이남 아프리카 장악 영역은 앙골라의 루안다에서부터 벵겔라 사이 해안가와 가장 북쪽의 암브리스, 포르투갈령 모잠비크의 모잠비크섬, 델라고아만 제일 남쪽과 사실상 독립적인 프라주 영지 등 남쪽에 있는 여러 해안가 무역 전초기지 몇몇 곳에만 있었다. 포르투갈의 광범위한 영유권에 대해 처음으로 반기를 든 건 1868년 트란스발 공화국이 인도양으로 향하는 델라고아만 출구를 주장하면서 시작되었다. 1869년 포르투갈과 트란스발은 델라고아만 전체를 포르투갈 영토로 하는 국경선에 합의했지만 영국은 이에 이의를 제기하며 만 남쪽 지역의 영유권을 주장했다. 이 주장은 프랑스의 대통령 파트리스 드 마크 마옹의 중재를 통해 철회되었다. 1875년 내려진 중재안에서는 1869년 합의된 국경을 그대로 인정하기로 결정했다. 두 번째로 발생한 분쟁은 1883년 현대의 나미비아 뤼데리츠로 알려진 앙그라페케나에 독일의 식민지가 세워지면서부터였다. 이 곳은 포르투갈 마을이 없었지만 포르투갈 측은 처음으로 발견했다는 걸 근거로 영유권을 주장했다.
잠베지 계곡과 냐사호 지역에서는 훨씬 더 심각한 분쟁이 발생했다. 포르투갈은 16세기부터 모잠비크 해안을 점령했으며 1853년 포르투갈 정부는 잠베지 계곡의 실질적인 통제를 위해 일련의 군사 작전에 착수했다. 1850년대 냐사호(현 말라위호) 남쪽 지역과 호수 서쪽은 데이비드 리빙스턴과 잉글랜드 국교회의 여러 신부가 탐험했으며 장로회 선교부는 1860~1870년대 사이 시레이고원을 중심으로 여러 선교회를 설립했다. 1878년에는 장로회 선교부와 연관이 있는 사업가들이 모여 아프리카 호수 회사를 설립했다. 이들은 합법적 무역을 도입해 노예무역을 근절하고 호수 지역의 유럽 영향력을 키우기 위해 선교회와 긴밀히 협력하는 무역회사를 세우는 것을 목표로 했다. 1876년에 블랜타이어에서 소규모 선교 및 무역용 정착지가 설립되었다.
포르투갈은 알레샨드르 드 세르파 핀투가 이끈 1869년 모잠비크에서 잠베지 동부까지의 탐험, 1876년 앙골라에서 콩고와 잠베지 상부까지의 탐험, 1877~1879년 앙골라에서 아프리카를 횡단한 탐험 등 총 3차례의 탐험을 통해 아프리카 지역의 영유권을 주장했다. 세 차례의 탐험은 모잠비크와 앙골라 사이 지역을 차지하기 위한 목적으로 이루어졌다. 세르파 핀투의 탐험 이후 1879년 포르투갈 정부는 루오강 남쪽과 동쪽 지역(현재의 말라위 동남쪽 국경 지대)에 대한 영유권을 공식적으로 주장했고 1882년에는 루오강 하류의 시레이강 계곡을 점령했다. 포르투갈은 영국 정부에게 자신의 영유권 주장을 받아들이라고 요구했지만 1884년에서 85년 사이 베를린 회담이 열리면서 논의가 중단되었다. 포르투갈은 앙골라와 모잠비크 사이 통로를 구축하러 시도했으나 베를린 회담에서 나온 공법 조항에서 포르투갈처럼 발견에 근거한 역사적 주장이나 탐험에 근거한 주장 대신 주장하는 지역의 실질적인 소유, 영유를 요구하면서 포르투갈의 주장은 설득에 어려움을 겪었다.
포르투갈의 주장을 검증하기 위해 세르파 핀투가 1884년 잔지바르 영사로 임명되어 냐사호 사이 지역과 잠베지 해안으로부터 로부마강까지 지역을 탐험하고 그 지역 추장의 충성을 확보하는 임무를 맡았다. 핀투 탐험대는 냐사호와 시레이고원에 도달했으나 호수 서쪽 지역의 추장과 보호 조약을 맺는 데에는 실패했다. 카롱가 인근의 냐사호 서북쪽 끄트머리 지역에서는 아프리카 호수 회사가 1884년에서 1886년 사이 지역 추장들과 보호조약을 맺었음이 확인되었거나 조약을 맺었다고 주장했다. 호수 회사는 특허 기업이 되어 시레이강을 따라 호수까지 항로를 통제한다는 목표로 움직였다.
베를린 회담의 결과가 나온 이후에도 포르투갈은 아프리카를 횡단하는 영토를 구축한다는 목표를 포기하지 않았으며 이를 이루기 위해 1886년 프랑스 및 독일과 조약을 체결했다. 독일과의 조약에서는 앙골라와 모잠비크를 잇는 잠베지강을 따른 지역을 포르투갈이 영유권을 가진다는 내용을 담았다. 조약 체결 후 포르투갈 외무장관은 대서양에서 인도양에 이르는 포르투갈의 아프리카 영유권 주장을 담은 "장미색 지도"를 준비했다. 포르투갈의 잠베지강 북쪽 영유권 주장은 아프리카 호수 회사와 영국 선교사들이 반대했다. 잠베지강 남쪽 지역의 포르투갈 영유권 주장은 1888년 수립된 영국 남아프리카 회사의 회장 세실 로즈가 가장 크게 반대했다. 1888년 말 영국 외무부는 시레이고원에 있는 작은 영국인 정착촌에 대한 보호를 거부했다. 하지만 포르투갈의 영향력 확대도 받아들이지 않아 영국 정부는 1889년 헨리 해밀턴 존스턴을 모잠비크 및 내륙 지역 영사로 임명해 잠베지와강과 시레이계곡에서 포르투갈의 실질 통치권 범위를 보고하도록 지시했다. 또한 포르투갈의 통제를 받고 있지 않은 지역 통치자들과 조건부 조약도 맺도록 지시했다. 조건부 조약에서는 영국의 보호령을 수립하지는 않았지만 다른 국가의 보호를 받아들이지 않도록 막았다.

## 최후통첩
1888년 포르투갈 정부는 모잠비크의 영사에게 냐사호 동남쪽과 시레이고원에 거주하는 야오족 추장들과 보호 조약을 맺으라는 명령을 내렸다. 전 켈리마느 총독이었던 안토니우 카르도주가 이끄는 탐험대는 1888년 11월 냐사호를 향해 출발했고 당시 모잠비크 총독인 세르파 핀투가 이끄는 두 번째 탐험대는 시레이고원을 향해 출발했다. 두 탐험대는 현 말라위 지역의 추장 20여명과 조약을 체결했다. 세르파 핀투는 1889년 8월 루오강 동부에서 존스턴을 만났는데 존스턴은 핀투에게 강을 건너 시레이고원으로 가지 말라고 충고했다. 세르파 핀투는 이전까지 조심스럽게 행동했지만 1889년 9월 루오강을 건너 현 말라위의 치로모를 향해 갔다.
이 침공으로 1889년 11월 8일 시레이강 인근에서 세르파 핀투가 이끄는 포르투갈군과 마콜로로 사이 무력 분쟁이 발생했다.
작은 충돌 이후 존스턴의 부관인 존 뷰캐넌은 포르투갈이 본 지역에 대한 영국의 이익을 무시했다고 비난했고 이와 반대되었던 지침에도 불구하고 1889년 12월 시레이고원을 영국의 보호령으로 선포했다. 직후 존스턴은 냐사호 서부 지역에 대해서도 (본인의 이전 지시와는 반대로) 추가로 보호령을 선포했고, 영국 외무부는 나중에 두 보호령을 승인했다.
이 조치는 영국이 중재를 거부한 영국-포르투갈 위기의 배경이 되었고 1890년 영국의 최후통첩으로 이어졌다.
최후통첩은 1890년 1월 11일 솔즈베리 경이 포르투갈 정부에 보낸 각서로 포르투갈과 영국의 아프리카 내 이해관계가 겹치는 마쇼날란드과 마타벨렐란드(현 짐바브웨) 및 시레이-냐사 지역(현 말라위)에서 포르투갈군의 철수를 요구했다. 이는 영국이 수 세기 간 포르투갈의 영토라고 주장했던 지역에 대한 주권을 주장함을 의미했다.
여왕 폐하의 정부가 주장하고 있는 바는 다음과 같다. 시레이, 혹은 마콜로, 혹은 마쇼나 지역에 있는 모든 포르투갈군은 철수해야 한다는 취지의 전보를 모잠비크 총독에게 즉시 보내야 한다. 여왕 폐하의 정부는 본 행동이 없을 시 포르투갈 정부가 제공한 보증은 허상이라고 인지하고 있다. 피터 씨는 오늘 저녁까지 앞서 말한 주장에 대한 만족스러운 답변을 받지 못할 경우 공사관 인원 전원을 데리고 리스본에서 즉시 철수하라는 지시를 받았으며, 여왕 폐하의 선박 인챈트리스호가 현재 비고에서 명령을 기다리는 중이다.— 영국 정부가 보낸 최후통첩문 전문

최후통첩문에서 나온 "피터 씨"는 당시 리스본 주재 영국 대사이다.

## 여파
최후통첩에서 분쟁 지역 내 포르투갈의 활동을 중단할 것을 요구했지만, 영국이 분쟁 지역을 점령하러는 시도에 대해서는 비슷한 제한이 없었다. 마쇼날란드와 마니찰란드, 현 잠비아 동부 지역에서는 로즈가 활동했고 존 뷰캐넌은 시레이고원에서 영국의 점령지가 더 넓어져야 한다고 주장했다. 1890년과 1891년에는 이미 마니찰란드를 점령하던 포르투갈군과 로즈의 군대 사이 무력 충돌이 있었는데 1890년 비준되지 않은 조약으로 포르투갈에 할당되었던 일부 지역이 1891년 조약으로 로즈의 영국 남아프리카 회사로 재할당되었고 대신 포르투갈이 보상으로 잠베지계곡에 대한 더 많은 영토를 받으면서 교전이 중단되었다.
포르투갈 정부가 영국의 요구를 쉽게 묵인한 것처럼 보인 것은 포르투갈 군주정에 반대하던 공화파를 포함해 포르투갈 내 많은 사람들에게 국가적인 굴욕으로 느껴졌다. 최후통첩에 대한 포르투갈인의 분노로 조제 루시아누 드 카스트루 총리의 정권이 붕괴되었고 안토니우 드 세르파 피멘텔의 신내각으로 교체가 이어졌다. 이후 포르투갈 왕실 비용, 리스본 암살 사건, 정치적 불안정, 포르투갈의 종교적, 사회적 견해 변화 등 다양한 요인이 합쳐져 포르투갈 왕정을 전복시킨 1910년 10월 5일 혁명으로 이어졌다. 솔즈베리 경과 외교적으로 고립되었던 영국 정부가 전쟁으로 이어질 수 있는 전술을 사용한 이유로는 포르투갈이 마니찰란드와 시레이고원을 점령해 영국의 이익을 방해할 수 있다는 두려움 때문이었다는 주장이 그럴듯하게 제기되었다.
1890년 8월 20일 포르투갈령 아프리카의 국경에 대해 합의하기 위해 앙골라와 모잠비크의 영토한계선을 정의하는 조약인 런던 조약을 포르투갈과 영국 양 국 정부가 서명했다. 이 조약은 8월 30일 포르투갈의 일간 관보인 《디아리우 두 고베르누》에 게재되었고 같은 날 의회에 상정되어 새로운 시위와 포르투갈 내각의 붕괴로 이어졌다. 이 조약은 포르투갈 의회의 비준을 통과하지 못했으며 세실 로즈도 조약에 반대했다. 이후 신 조약에 협상해 포르투갈은 1890년 조약보다 잠베지계곡에서 더 많은 영토를 얻었으나 대신 현 짐바브웨의 마니칼랜드주는 포르투갈에서 영국의 영역으로 넘어갔다. 이 조약은 1891년 6월 11일 리스본에서 체결되었으며 식민지 경계 정의 외에도 잠베지강과 시레이강에서 항해의 자유를 선포하고 영국이 잠베지강 어귀에 있는 신드 항구 토지를 임대할 수 있도록 허가했다.
1890년 영국의 최후통첩은 한동안 영국-포르투갈 관계를 악화시켰지만 1890년대 후반 포르투갈이 심각한 경제 위기를 겪자 포르투갈 정부는 영국에게 차관 지원을 요청했다. 하지만 보어 전쟁이 발발하면서 영국은 역으로 포르투갈에 지원을 요청했고 1899년 10월 14일 영국-포르투갈 선언을 발표했다. 신조약에서 영국-포르투갈의 이전 동맹관계를 재확인하고 영국이 포르투갈 식민지를 잠재적인 위협으로부터 보호해주겠다고 선언했다. 그 대가로 포르투갈은 로렌수 마르케스를 통한 트란스발을 향한 무기 공급을 중단하고 분쟁에서 중립을 선언했다.
공식적은 외교관계를 회복되었지만, 1890년 영국의 최후통첩은 포르투에서 일어난 실패한 공화주의자의 반란인 1891년 1월 31일 봉기의 주요 원인으로 알려져 있으며 이 때 생긴 반왕정 감정이 1908년 2월 1일 카를루스 국왕이 암살되고 이후 1910년 10월 5일 혁명까지 이어져 포르투갈의 군주제가 종식되었다.

## 같이 보기
- 포함외교
- 못 믿을 알비온
- 포르투갈 제국
- 아프리카 분할
- 장미색 지도
- 영국-포르투갈 동맹
- 루소포비아

## 참고 문헌
- Charles E. Nowell, The Rose-Colored Map: Portugal's Attempt to Build an African Empire from the Atlantic to the Indian Ocean.  Lisbon, Portugal: Junta de Investigações Científicas do Ultramar, 1982.